# New England Seamounts
La New England Seamounts chain è una catena di vulcani sottomarini che si snoda dalle coste del New England verso il centro dell'Atlantico nordoccidentale, in direzione nord-ovest sud-est. Il punto caldo del New England che ha originato questi vulcani, tra i 110 e gli 85 milioni di anni fa, si è trovato sotto al nuovo fondale marino che lentamente si andava formando dalla dorsale medio atlantica. La catena è composta da oltre venti vulcani sottomarini, alcuni di essi risalgono dal fondale marino per più di 4000 metri; con i suoi oltre 1000 km di lunghezza, è la catena vulcanica sottomarina più lunga dell'Atlantico del nord.

## Principali vulcani

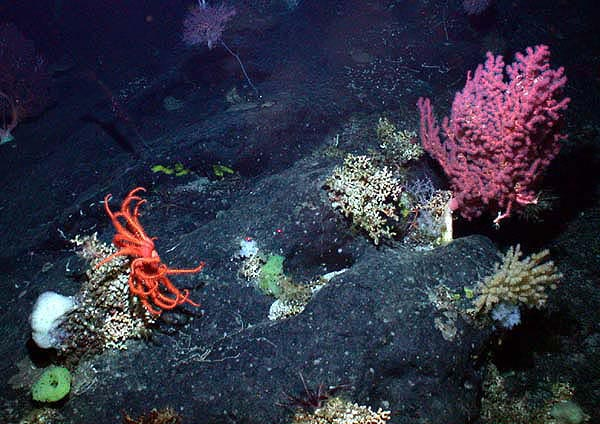
Forme di vita marina della catena dei New England Seamount: gorgonie, stelle marine della famiglia Brisingidae e spugne.

I principali vulcani, dal più antico posto davanti alle coste del New England, al più giovane, posto circa mille chilometri a sud est, nella piana abissale di Sohm, sono: 
- Allegheny Seamount
- Asterias Seamount
- Balanus Seamount
- Bear Seamount
- Buell Seamount
- Gerda Seamount
- Gilliss Seamount
- Gosnold Seamount
- Gregg Seamount
- Hodgson Seamount
- Kelvin Seamount
- Kiwi Seamount
- Manning Seamount
- Michael Seamount
- Mytilus Seamount
- Nashville Seamount
- Panulirus Seamount
- Picket Seamount
- Physalia Seamount
- Rehoboth Seamount
- Retriever Seamount
- San Pablo Seamount
- Sheldrake Seamount
- Vogel Seamount

Essi mostrano tutti una forma a tronco di cono, con un importante altopiano da intendersi come un relativamente basso fondale, di dimensioni importanti. Si pensa che alle origini i vulcani siano emersi in superficie, quando il fondale marino era giovane; con il passare del tempo, il raffreddamento della crosta ha provocato l'abbassamento del fondale e l'inabissamento dei coni vulcanici. Il cono tronco indica che l'erosione provocata dagli agenti atmosferici al fuori dall'acqua ha livellato la parte sommitale, mentre le parti che si trovavano sott'acqua restavano inalterate.